# My First Festival
Festival
Locatie: Tivolivredenburg
Duur: eendaags
Genre(s): pop, rap, jazz, klassiek, brass, world

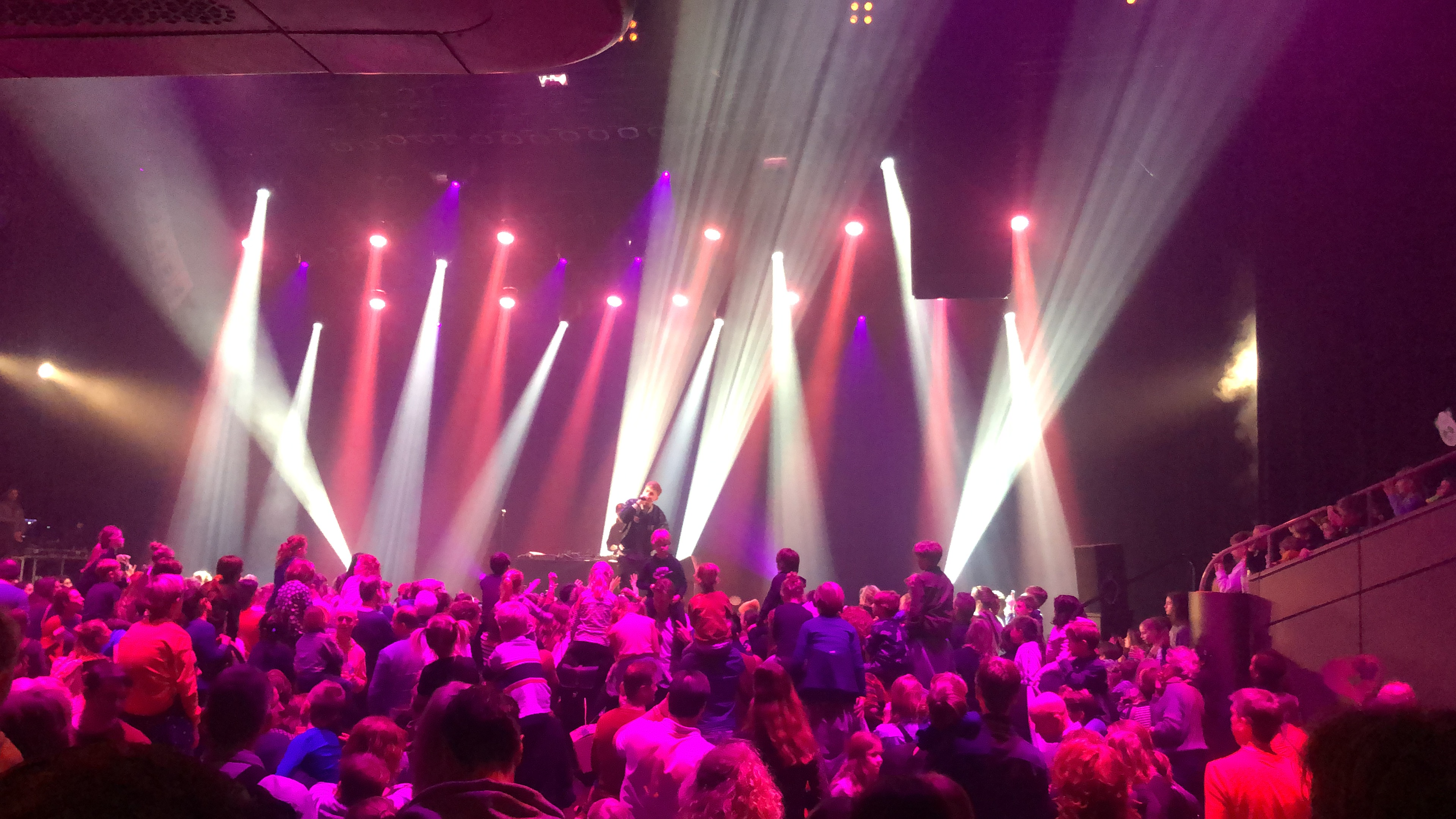
Festival
Locatie: Tivolivredenburg
Duur: eendaags
Genre(s): pop, rap, jazz, klassiek, brass, world

My First Festival is een muziekfestival in de Nederlandse stad Utrecht. Het festival bestaat sinds 2014 en vond in het voorjaar en december plaats in TivoliVredenburg Het festival richt zich jonge gezinnen en kinderen. In 2019 trok het festival 2500 bezoekers.
| Jaar | Editie   | Programma |
| ---- | -------- | --- |
| 2014 | December | Ensemble Omroepmuziek, Het Filiaal Theatermakers i.s.m Insomnio, Pantalone, Wëreldbänd, de taartrovers, Clean Pete, DJ Edlan |
| 2015 | April    | Amersfoorts Jeugdorkest: de veiling van Moessorgski, The Kik, Rico & A.R.T., Kalio Gayo, Theatergroep Wie Walvis: Moustachio, De Taartrovers, Tutti Timbri ,Frank Groothof: JazzBabar, Insomnio Ensemble: Vinni Puh                                                                                |
| 2015 | December | Residentie Orkest en Arthur Jussen & Lucas Jussen, Kenny B, Gallowstreet Brass Band, Coen Witteveen met Typhoon, Stout Konijn, Chocokrokodil (Jeroen Schipper),Gerson Main, De Taartrovers, Frank Groothof met Peter en de Wolf, Clean Pete, Cinemagie, TOEAC, Presentatie: Evelien Bosch          |
| 2016 | Mei      | Dirk Scheele An Pierlé & Fulco Ottervanger ‘Slumberland’, Jungle by Night, Yes-R , Tobias Borsboom, AAPNOOTMIES, De Taartrovers met De Pannenkoekenfabriek, Ruben Annink, Kapitein Winokio, De Gemene Mixmeesters' kinderdisco, Moppen Zeepkist, The Deaf, Ardemus Quartet                         |
| 2016 | December | Spinvis, Gers Pardoel, theatervoorstelling GRRRRROENTEN, Blue Grass Boogie Men, Lucky Fonz III, DJ workshop met DJ Alwin, De Taartrovers met de Drukkerij van Alles, Rapper MC Dichter, RadioLab                                                                                                   |
| 2017 | Juni     | Frank Groothof met live-tekenaar Gerard de Bruyne, Sef, Zitakula, The Groovetrotters, Thijs Boontjes Showorkest, Beth & Flo, The Jerry Hormone Ego Trip, Brass Rave Unit, Cowboy Billie Boem, De Taartrovers, Hotmamahot, Vrij Spel, De Gemene Mixmeesters                                         |
| 2017 | December | Rico & Sticks (Opgezwolle), Clean Pete, Trafassi, Kikker Swingt, Rhythm on Trash, De Liedjes Tovenaar, Dynamo Mundi & The Positive People, HotMamaHot, Het Kleurfeest, De Taartrovers, Varkentje Rund                                                                                              |
| 2018 | December | Akwasi, Domstad Jeugdorkest met Het Tinnen Soldaatje, Frank Groothof met de voorstelling Ridder Florian, Varkentje Rund (bekend van Het Klokhuis), Freez, Jeroen Schipper |
| 2019 | December | Snelle, Thijs Boontjes Dans- en Showorkest, Noa Wildschut, Kalvijn, Orgel Vreten, Fancy Fiddlers, The Magic Piano, Evelien Bosch, Ardemus Saxofoonkwartet, Fortnite Dance Challenge, Taartrovers, Hotmamahot, DJ Cupcakes, TikTok Dance Challenge, Instrumenten knutselen, Mario Kart Race Circuit |